# Limoges-Centre (tổng)
Tổng Limoges-Centre là một tổng của Pháp tọa lạc tại tỉnh Haute-Vienne trong vùng Nouvelle-Aquitaine của Pháp.

## Địa lý
Tổng này được tổ chức xung quanh Limoges trong quận Limoges. Độ cao khu vực này là 209 m (Limoges) đến 431 m (Limoges) độ cao trung bình trên mực nước biển là 294 m.

## Hành chính
| Giai đoạn | Ủy viên       | Đảng | Tư cách       |
| --------- | ------------- | ---- | ------------- |
| 2001-2008 | Alain Marsaud | UMP  | Ancien député |

## Phân chia đơn vị hành chính
| Xã      | Dân số      | Mã bưu chính | Mã insee |
| ------- | ----------- | ------------ | -------- |
| Limoges | 133 968 (1) | 87280        | 87085    |

(1) một phần của xã.